# Melody Thorntonová
Melody Thorntonová (* 28. září 1984, Phoenix) je americká R&B zpěvačka, textařka, tanečnice a modelka, která se proslavila především jako členka úspěšné dívčí kapely Pussycat Dolls. V roce 2010 skupinu opustila s úmyslem začít sólovou kariéru.

## Začátky
Její matka je Mexičanka Elia a otec Afroameričan Theolph Thornton. V roce 2003 absolvovala Camelback High School ve Phoenixu v Arizoně. Její talent vyšel poprvé na světlo na základní škole při talentové soutěži, na které zpívala píseň Mariah Carey (původně od skupiny Badfinger) „Without You“.

## Hudební kariéra
V pouhých 19 letech se přihlásila na konkurz do skupiny Pussycat Dolls a uspěla. Byla jí přidělena role tanečnice i přes to, že byla zpěvačkou. To vyústilo ve spory s jejich vydavatelstvím, které se projevily i v několika živých vystoupeních, kdy se snažila přezpívat jedinou další zpěvačku skupiny Nicole Scherzinger. Kromě Scherzinger byla sice jediná, kdo přispěl sólo vokály na druhé album skupiny, ale nikdy nezpívala významnější část žádné písně. Zároveň byla trvale označována za nejslabší článek skupiny, čímž nakonec významně utrpělo její psychické zdraví. Skupinu tedy v roce 2010 z důvodů nespokojenosti s vývojem své kariéry a nedostatku příležitostí opustila.
Svou sólovou kariéru zahájila v roce 2007 spoluprací s rapperem Jibbsem na písni „Go Too Far“, která byla převzata od zpěvačky Janet Jacksonové (původně píseň „Let's Wait a While“) pro Jibbsovo album „Jibbs Featuring Jibbs“. V několika interview fanouškům vzkázala, aby vyčkávali na její vlastní hudbu. Při rozhovoru v Cabanna Clubu v Hollywoodu pak potvrdila, že nahrává a píše písně pro svůj sólový program. Také se vyjádřila, že by ráda vytvořila pár písní ve španělštině, aby poukázala na svůj mexický původ. 
Během rozpadu skupiny Pussycat Dolls pracovala na několika rozdílných projektech. Byla účastnící show „Bank of Hollywood“, spolupracovala na videoklipu Keri Hilson k písni „Slow Dance“ a objevila se ve dvou písních na druhém albu Timbalanda – „Shock Value II“.Melody prohlásila, že v blízké budoucnosti vyjde její sólový debut „Hit The Ground Running“. V červnu 2010 upřesnila i jména těch, kdo s ní budou na albu spolupracovat – mezi nimi byli například Cee-Lo, Polow Da Don ale i Lil Wayne. V roce 2012 vydala debutový mixtape P.O.Y.B.L. Později se objevila v několika britských TV show jako Celebs Go Dating, Popstar to Operastar a Celebrity Island with Bear Grylls.
Když se skupina Pussycat Dolls dala v roce 2019 znovu dohromady a oznámila návrat, Melody se k nim již nepřidala. Ve stejném roce pak vydala singl „Love Will Return“. V roce 2020 vydala EP Lioness Eyes se sedmi písněmi.
V roce 2023 si Melody zahrála roli Rachel Marron v muzikálu The Bodyguard inspirovaného stejnojmenným filmem (v ČR jako Osobní strážce) s hity Whitney Houston.